# Software de audio libre
El software de audio libre es aquel software que puede ser usado para escuchar, modificar, crear y componer señales de audio y música. Este se distribuye bajo una licencia libre, como GPL.
Existe software libre tanto para Windows como para Mac OS X, pero la mayoría de los programas de audio libres corre sobre GNU/Linux.[cita requerida]
Dynebolic y AGNULA son distribuciones GNU/Linux diseñadas para músicos e ingenieros de audio. Musix fue diseñada con el mismo fin y es la única que también está en español.
Planet CCRMA es un conjunto de RPMs para la producción de audio.

## Análisis de audio
- BRP-PACU
- Humbertovideos
- Sonic Visualizer
- WaveSurfer
- Sound Normalizer

## Conversores
- FFmpeg
- fre:ac
- Libav
- MPlayer

## DJing
- Mixxx
- XWax

## Emisión radial
- Airtime
- ARAS
- Campcaster
- OpenBroadcaster

## Flujo de datos
- Firefly Media Server
- MuSE
- Icecast
- PeerCast
- VideoLAN

## Grabación y edición de audio
- Ardour
- Audacity
- Ecasound
- Gnome Wave Cleaner
- Jokosher
- LMMS
- MusE (no confundir con MuSE)
- Qtractor
- Rosegarden
- SoX
- Sweep
- Traverso DAW
- WaveSurfer

## Lenguajes de programación
- ChucK
- Common Music
- Csound
- Nyquist
- Pure Data
- SuperCollider

## Plataformas
- 64 Studio
- AVLinux
- dyne:bolic
- Musix
- Planet CCRMA
- Ubuntu Studio

## Reproducción de audio
- Amarok
- aTunes
- Aqualung
- Audacious
- Banshee
- Beep Media Player
- Clementine
- Exaile
- FFPlay (Sin interfaz gráfica. Parte del proyecto FFmpeg)
- Guayadeque
- Juk
- Miro
- Muine
- Music On Console (MOC)
- Nightingale
- Quod Libet
- qmmp
- Rhythmbox
- Songbird
- Tomahawk
- VLC (Audio y vídeo)
- XMMS2

## Sistemas modulares
- aRts
- Integra Live
- jMax
- Libvisual
- Psycle clon de Jeskola Buzz
- Pure data
- SpiralSynthModular
- SynFactory
- VisualAp

## Sintetizadores
- ZynAddSubFX
- LMMS
- FluidSynth
- TiMidity++
- Yoshimi
- ZynAddSubFX

## Tecnologías
- ALSA
- DSSI plugin para la síntesis de software.
- GStreamer
- JACK es un demonio que provee conexiones de baja latencia.
- LADSPA plugin para el procesamiento digital de audio.
- OSS
- PulseAudio

## Trackers
- Cheesetracker es un clon de Impulse Tracker
- MilkyTracker
- ModPlug Tracker
- OpenMPT
- Psycle
- SoundTracker

## Misceláneos
- Gnaural
- GNU LilyPond
- MuseScore
- Hydrogen
- Impro-Visor
- Levelator
- libsndfile